# Герб Вильнюсского района
Герб Вильнюсского района (лит. Vilniaus rajono savivaldybės herbas) — символ Вильнюсского района в Литовской республике. Утверждён Указом  президента Литвы за № 724 от 20 декабря 1999 года.

## Описание
В червлёном поле на черном коне серебряный всадник в латах, держащий в правой руке серебряное копьё с золотым наконечником, у левого плеча лазурный щиток с золотым двойным крестом. Сбруя коня, седло, короткая попона и кожаные ремни лазурные. Стремена, шпоры, край попоны, подковы и металлические крепления сбруи —  золотые.

## История
Литовский геральдист Эдмундас Римша выводит герб района от герба Вильнюсского княжества. 
Ещё Гедимин пользовался печатью с изображением конного рыцаря и копья. Всадник с копьём встречается на печатях Лугвения Ольгердовича (1379), Скиргайло Ольгердовича (1380-е), Корибута Ольгердовича (1385). Изображение Погони с копьём встречается на печатях Витовта 1398 и 1404 годов. 

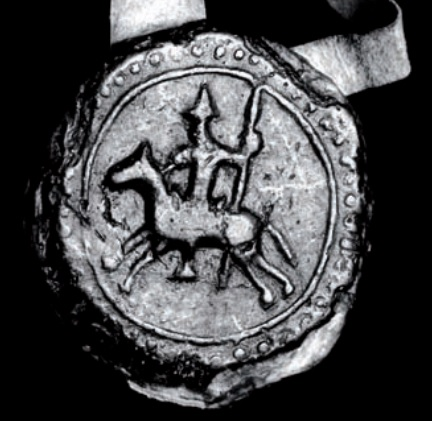
Печать Лугвения Ольгердовича, 1379
Печать Корибута Ольгердовича, 1385
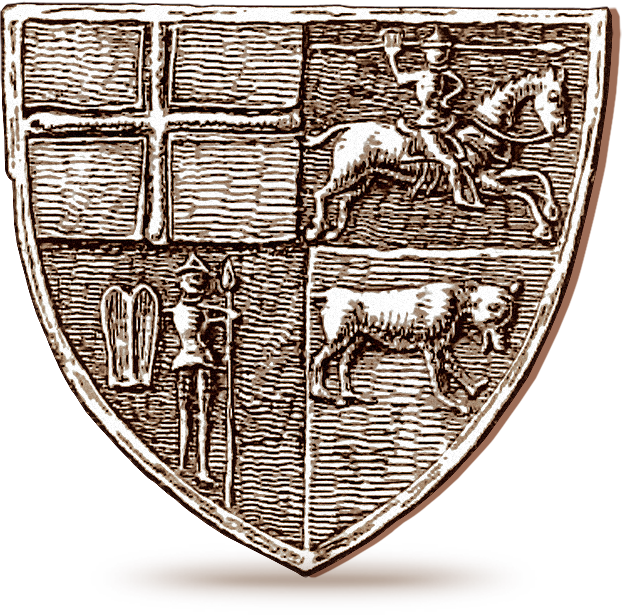
Герб с печати Витовтa, 1404 г.
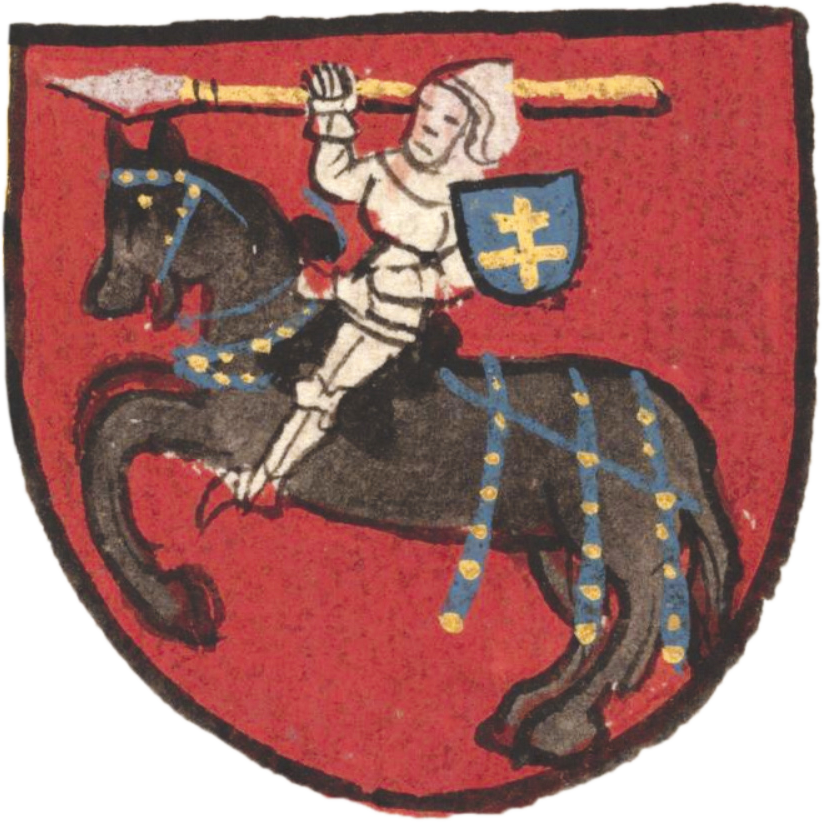
Погоня с копьём из гербовника Armorial Lyncenich, 1430-е гг.
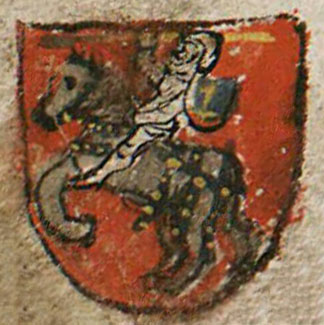
Погоня с копьём из гербовника Бергшамара, 1440-е гг.